# William Braden (homme d'affaires)
Pour les articles homonymes, voir William Braden et Braden.
William Braden est un ingénieur minier nord-américain qui fondé la société Braden Copper, pionnière dans l’exploitation des mines de cuivre du Chili au début du XXe siècle.

## Biographie
D’abord employé par l’American Smelting and Refining Company, Braden était en contact avec son président E.W. Nash et avec Barton Sewell, fondateur et vice-président du groupe. Il prit part à l'Exposition universelle de Santiago en 1894. En 1897, le propriétaire des droits d'exploitation minière au Nord du Chili entama une étude des gisements de cuivre dans la zone. Satisfait des promesses de l’étude, en 1903, il contacta William Braden, qui arriva au Chili l'année suivante, en 1904, et se lança dans le rachat de la centaine de concessions locales, pour un total de 100 000 dollars. Braden s'allia à E.W. Nash et Barton Sewell, pour lancer la Braden Copper, en obtenant des exonérations douanières du gouvernement du Chili sur les machines à importer des États-Unis.
L'extraction minière commença dès l’année 1905, sans attendre le premier broyeur de minerai et le premier concentrateur de cuivre, arrivés l'année suivante ai 1907. Mais en 1909, après des difficultés financières, les actionnaires de la Braden Copper durent accepter la montée au capital de la société par une compagnie appartenant à deux frères américains, Daniel Guggenheim et Simon Guggenheim. William Braden recherche alors de nouveaux gisements avec l'argent tiré de la cession de ses parts. En 1913, il achète aux Chiliens Zamorano et Echevarría la mine de Potrerillos, dans la région d’Atacama, sur laquelle il fonde la société «Andes Copper Mining», avec 3532 acres de terrain et 500 prospecteurs à la recherche de métal rouge. Avant même que la production démarre, 35 millions de dollars de l'époque ont été investis, qui sont ensuite complétés par 12,5 millions d'investissements sur les deux premières années d'exploitation.
Les actifs sont vite transférés à la société américaine "Andes Exploration Company of Maine", créée pour financer l'exploration, qu'il revend en 1916 à la société Anaconda Copper, dont c'est le premier investissement au Chili.
Les deux frères Guggenheim prirent le contrôle total en 1915 de la Braden Copper, qui devint alors une filiale de la Kennecott Utah Copper rail line, future Rio Tinto. William Braden continua cependant à jouer un rôle important dans l'industrie chilienne du cuivre. En 1927, lorsque le nouveau dictateur militaire, Carlos Ibáñez del Campo, souhaite ménager les compagnies minières étrangères opérant au Chili, c'est lui qui mène l'entrevue, et en profite pour dénoncer les lois sociales en vigueur depuis l'ère du président Arturo Alessandri, ainsi que la taxe de 12 % sur les bénéfices de ces sociétés. Il obtient alors gain de cause.